# Bulletin of British Byzantine Studies
Bulletin of British Byzantine Studies – czasopismo bizantynologiczne o charakterze międzynarodowym. Ukazuje się jako rocznik od 1974 roku w Birmingham. Zamieszcza artykuły, recenzje, bibliografie. Wydawcą jest Biritsh Society for the Promotion of Byzantine Studies. 